# Gerlind Scheller
Gerlind Scheller (15 de octubre de 1967) es una deportista alemana que compitió para la RFA en natación sincronizada. Ganó dos medallas en el Campeonato Europeo de Natación de 1983, plata en la prueba dúo y bronce en equipo.

## Palmarés internacional
| Campeonato Europeo | Campeonato Europeo | Campeonato Europeo | Campeonato Europeo |
| Año                | Lugar              | Medalla            | Prueba             |
| ------------------ | ------------------ | ------------------ | ------------------ |
| 1983               | Roma (Italia)      | Medalla de plata   | Dúo                |
| 1983               | Roma (Italia)      | Medalla de bronce  | Equipo             |